# Kaitanivka, Derajnea
Kaitanivka (în ucraineană Кайтанівка) este un sat în așezarea urbană Vovkovînți din raionul Derajnea, regiunea Hmelnîțkîi, Ucraina.

## Demografie
Componența lingvistică a localității Kaitanivka
     Ucraineană (94,29%)
     Română (5,31%)
     Alte limbi (0,41%)
Conform recensământului din 2001, majoritatea populației localității Kaitanivka era vorbitoare de ucraineană (94,29%), existând în minoritate și vorbitori de română (5,31%).